# Petroglifos de Miculla

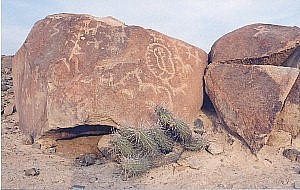
Petroglifo en el cual se observa una escena con camélidos sudamericanos.

Los petroglifos de Miculla o de San Francisco de Cuculla, son un conjunto de petroglifos ubicados en la pampa de San Francisco a poca distancia del pueblo de Miculla en Pachía del departamento de Tacna (Perú). Se ubican a ambos lados del río Palca, curcundante a su confluencia con el río Caplina.
La mayor cantidad de petroglifos se ubican a la altura del kilómetro 22 de la carretera Tacna-Bolivia y abarcan un área de 16 km². Los petroglifos de Miculla corresponden a diversas etapas históricas, algunas de tiempos preagrícolas y otras en donde se evidencia la agricultura.

## Motivos representados
Existen representaciones naturalistas, mágico-religiosas, y de la vida cotidiana, todas talladas en rocas calcáreas o sílice modeladas por raspado o martillado.
El ser humano es el principal elemento, éste aparece cazando animales, sosteniendo báculos, adornado con tocados, danzando, ejecutando instrumentos musicales y casi siempre aparece de perfil. En el caso de los danzantes, éstos son capturados en movimiento y siempre adornados con tocados de plumas. También existen representaciones de balseros en actitud de remar.
También destacan las escenas de animales entre los que se pueden reconocer venados, guanacos, vicuñas, felinos, zorros, aves con las alas extendidas, serpientes y lagartijas. Estas representaciones algunas veces incluyen los ojos de los animales. Existen también figuras de plantas cactáceas, flores y cultivos de maíz.